# Més ràpid que el vent
Més ràpid que el vent (títol original en anglès: Saddle the Wind) és una pel·lícula estatunidenca dirigida per Robert Parrish, estrenada el 1958 i doblada al català.

## Argument[calcitació]
Pistoler retirat i antic soldat confederat, Steve Sinclair (Robert Taylor) està vivint com un granger en una petita comunitat. Col·labora amb el terratinent Dennis Deneen (Donald Crisp), a qui ha llogat el ranxo, per conservar l'estabilitat comunal. La seva vida silenciosa és interrompuda per l'arribada del seu emocionalment inestable germà petit Tony (John Cassavetes) i de Joan (Julie London), la seva guapa xicota. Un vell rival vell de Steve, el pistoler Larry Venables (Charles McGraw), també arriba a l'escena buscant Steve. Tony s'enfronta a Venables i el mata en un duel. El seu èxit se li puja al cap i s'emborratxa, ignorant Joan.
Un nou problema sorgeix amb l'arribada de Clay Ellison (Royal Dano), un granger que planeja llaurar un tros de terra actualment serveix de pastura pel bestiar. Tony intenta fer fora Ellison, però Steve intervé. Ellison crida Deneen, que accepta defensar els drets legals d'Ellison a la terra. Tanmateix Tony assassina Ellison quan intenta comprar provisions a la ciutat. Deneen trenca els seus lligams amb el Sinclair. Steve pretén marxar del ranxo, però Tony intenta ocupar el poder. Steve el fa fora, però Tony s'enfronta a Deneen i intenta matar-lo. Els dos queden ferits en el tiroteig. Els homes de Deneen recluten Steve per trobar Tony, que ha fugit als turons. Quan Steve el troba, Tony li dispara. Steve parla amb Deneen, que el persuadeix de quedar-se al ranxo amb Joan.

## Repartiment
- Robert Taylor: Steve Sinclair
- Julie London: Joan Blake
- John Cassavetes: Tony Sinclair
- Donald Crisp: Dennis Deneen
- Charles McGraw: Larry Venables
- Royal Dano: Clay Ellison
- Richard Erdman: Dallas Hanson
- Douglas Spencer: Hemp
- Ray Teal: Brick